# 15-та авіаційна дивізія (Третій Рейх)
15-та авіаційна дивізія (Третій Рейх) (нім. 15. Flieger-Division) — авіаційна дивізія повітряних сил нацистської Німеччини за часів Другої світової війни.
15-та авіаційна дивізія була сформована 26 січня 1945 року у Фламмерсфельді з елементів II винищувального корпусу Люфтваффе. Головним завданням дивізії було забезпечення повітряної підтримки групи армій «B», у Середньому Рейні.

## Основні райони базування штабу 15-ї авіаційної дивізії
| Час                      | Місто         |
| ------------------------ | ------------- |
| 26 січня — 8 травня 1945 | Фламмерсфельд |

## Командування

### Командири
- генерал-майор Карл-Едуард Вільке (нім. Karl-Eduard Wilke) (26 січня — 30 квітня 1945).
- генерал-майор Вальтер Грабманн (нім. Walter Grabmann) (30 квітня — 8 травня 1945).

## Підпорядкованість
| Час                      | Командування флот              |
| ------------------------ | ------------------------------ |
| 26 січня — 1 квітня 1945 | Командування Люфтваффе «Захід» |
| 1 квітня — квітень 1945  | Повітряний флот «Рейх»         |

## Бойовий склад 15-ї авіаційної дивізії
Формування управління, забезпечення та підтримки
- Ескадрилья льотної підготовки 15-ї дивізії (Flugbereitschaft/15. Flieger-Division)
- загін зв'язку 15-ї дивізії (Luftnachrichten-Abteilung 65)

- KG 2 (Бад-Гоннеф)
- 1-ша група нічних винищувачів (нім. Nachtschlachtgruppe 1) (Кірхелен)
- 2-га група нічних винищувачів (нім. Nachtschlachtgruppe 2) (Кельн-Остгайм)